# Арапович, Борислав
Бо́рислав Ара́пович (хорв. Borislav Arapović; род. 11 апреля 1935, Бишина) — шведский поэт, писатель и публицист. Член Шведского общества славистов и Союза писателей Швеции, Союза хорватских писателей Боснии и Герцеговины, доктор философии, основатель и почётный президент шведской организации Institutet för Bibelöversättning (Институт перевода Библии).

## Биография
Хорват по национальности, родился в 1935 году в Боснии (Югославия).
В 1965 г. окончил экономический факультет Загребского университета.
В 1965 г. эмигрировал в Швецию.
В 1973 г. основал в Стокгольме организацию Östbibelinstitutet (Восточный библейский институт), с 1979 г. — Institutet för Bibelöversättning (Институт перевода Библии), которой руководил с 1973 по 1997 г.
Обучался по специальности «Славистика» на факультете славянских и балтийских языков Стокгольмского университета и в 1984 г. защитил диссертацию по теме «Мирослав Крлежа. Хорватский бог Марс: происхождение, стиль, жанр».
С 1990 по 1992 г. жил в России. В 1992 г. создал в Москве Российское отделение Института перевода Библии. В 1992 г. за создание Детской Библии был награждён медалью им. Льва Толстого Российского детского фонда.
В 1996 г. ему было присвоено звание почётного доктора (Honoris causa) Российской академии наук. В 1999 г. был избран иностранным членом РАН по Отделению литературы и языка.

## Поэзия
Поэзия Б. Араповича близка к жанровой аллюзии библейской ламентации (плачу). Большая часть его стихов посвящена памяти соотечественников, погибших во время гражданской войны в Хорватии 1991—1995 гг., непосредственным свидетелем которой он был сам, и пронизана острым личным чувством сопереживания судьбе родного хорватского народа.

## Перевод Библии
Б. Арапович инициировал широкомасштабную деятельность по переводу Библии на языки неславянских народов СССР. С этой целью он основал в Швеции организацию Institutet för Bibelöversättning (Институт перевода Библии). Он начал работу с поисков и переиздания переводов Библии XIX в. (1973—1975). Затем, в 1975—1990 гг., за рубежом организовал новые переводы Библии. Когда представилась возможность работать в России, основал в Москве Российское отделение Института перевода Библии для продолжения этой деятельности.
Б. Араповичу принадлежат фундаментальные библиографические труды по переводу Библии в различные периоды истории и в различных регионах Европы и Азии.
Он инициатор переиздания Толковой Библии под редакцией А. П. Лопухина и изданий его преемников в новой трёхтомной версии и составитель широко известной в России и за рубежом «Детской Библии».

## Труды
- Zvoncici. Zagreb, 1977.
- Miroslav Krležas Hrvatski bog Mars. — Stockhom: Stockholm University, 1984.
- Iz nocnog dnevnika. Zagreb, 1989. (Стихи. Из дневника света)
- Tamnionik. Zagreb, 1992. (Стихи. Маяк тьмы)
- Kamenopis. Mostar, 1993. (Стихи. Каменопись)
- To all languages and peoples. Institute for Bible Translation 20 years. Stockholm, 1993,1995. (Всем языкам и народам. К 20-летию Института перевода Библии)
- Silk road of the Bible. Stockholm, 1998. (Шелковый путь Библии)
- Hrvatski mirospis 1778. — Mostar: Matica hrvatska, 1999. (Хорватское послание мира 1778 г.)
- Povratak hrvatskih pukovnija 1779. Mostar, 2000. (Возвращение хорватов)
- Between despair and lamentation, Elmhurst, III, 2002. (Стихи. Между отчаянием и плачем)
- Krigsdimmor: från Kroatien och Bosnien-Hercegovina 1991—1995. — Stockholm: Codices, 2002. (Стихи. Военные туманы)
- Библиография переводов Библии на языки народов России, стран СНГ и Балтии. Москва, 2003.
- Njihovim tragom. Prvi pentekostalci u Hrvatskoj (Biblioteka Reformatica 7). Osijek, 2003. (История пятидесятничества в Хорватии).
- Prolomon (pjesme). Mostar, 2005
- Гог и Магог хорватский. Цикл стихов в переводе с хорватского на русский, аварский, даргинский, кумыкский, лакский, лезгинский, ногайский и табасаранский языки. Махачкала, 2004.
- Sjeverne Krijesnice, 2007. (Стихи, написанные шведскими детьми начальной школы. Перевод на хорватский)